# 不惑のMラジ
『不惑のMラジ』（ふわくのエムラジ）は、2023年度のナイターオフ期間の2023年11月7日から2024年3月28日まで、MBSラジオで火曜から金曜日の18:00 - 20:00に生放送されたワイド番組のレーベルである。
当レーベルは「今後のMBSラジオに40代のリスナー層を取り込むために、同世代のパーソナリティを起用します」として、原則40代で出演者を統一させる。なおナイターオフ編成の番組枠に統一テーマ（レーベル）を設けるのは、2020年度（2020年12月 - 2021年3月）の『MBSヨル隊』以来である（ただし2021年・2022年度も、レーベル名こそ設定しなかったが同様の日替わりワイド番組の編成は踏襲されていた）。
2024年度ナイターシーズン編成では、『ナジャ・グランディーバのレツゴーフライデー（レツゴー）』（2017年度より継続…ナイターシーズンの番組タイトルは『ナジャ・グランディーバのレツゴーサタデー』）と『中西正男のエラいすんまへん…。（エラすま）』はナイター放送予定のない月一回の土曜19:00 - 21:00（『エラすま』は日曜のほか、月曜の「マンデースペシャル」枠での放送もある）に、『ギャロップの「ぎゃ」』はナイター放送予定のない月一回の日曜19:00 - 21:00に不定期で放送を継続（ただし週末ナイターの開催が増加する7 - 9月は一切放送されず、10月から再開）。『ミッツ・マングローブのかしこラジオ（しこラジ）』は『ミッツ・マングローブのOSAKA・ん!メガミックス』に番組タイトルを変更し、さらに3月28日まで放送されていた『茶屋町ヤマヒロ会議』の後番組として『夕方もポチっとMラジ』木曜日（15:00 - ナイターオフは18:00、ナイターシーズンは17:54）枠に移動して事実上の後継番組として放送されることになった。
2024年度ナイターオフ編成は、『しこラジ』の後継番組として武川智美（毎日放送アナウンサー）初の冠レギュラー番組『トークでパンチ VS武川』を木曜日に設定し、『「ぎゃ」』と『エラすま』は放送曜日を入れ替え、『レツゴー』は不動。また『「ぎゃ」』を除く各番組の主要出演者が50代に突入したことから、レーベル名は設定されなかった。これらの番組のうち『「ぎゃ」』を除く3番組は、2025年度ナイターシーズン編成の間もナイター放送予定のない週末に月一回程度放送を続ける。

## 内容
- 火曜日：ギャロップの「ぎゃ」 - パーソナリティ：ギャロップ
- 水曜日：中西正男のエラいすんまへん…。 - パーソナリティ：中西正男、田口万莉
- 木曜日：ミッツ・マングローブのかしこラジオ - パーソナリティ：ミッツ・マングローブ、毎日放送アナウンサー（週替わり）
- 金曜日：ナジャ・グランディーバのレツゴーフライデー - パーソナリティ：ナジャ・グランディーバ、チキチキジョニー